# 合奏協奏曲集 作品6 (ヘンデル)

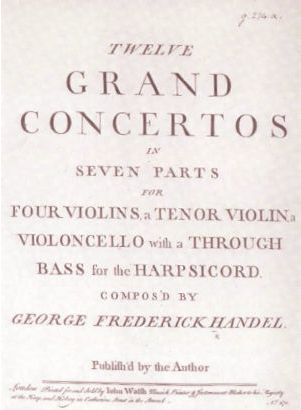
初版(1740)の表紙

『合奏協奏曲集』作品6（英語: Grand Concertos、イタリア語: Concerti grossi）、HWV 319-330は、ゲオルク・フリードリヒ・ヘンデルが1739年に作曲した、12曲からなる合奏協奏曲集。初版の正式な題は『ヴァイオリン4部、テノール・ヴァイオリン、チェロおよびハープシコードの通奏低音のための七声による12の合奏協奏曲集』（テノール・ヴァイオリンはヴィオラのこと）。
2台のヴァイオリンとチェロによるコンチェルティーノと、弦楽（第1ヴァイオリン、第2ヴァイオリン、ヴィオラ）およびチェンバロの通奏低音によるリピエーノによって演奏される。
ヘンデルの器楽曲のうちでもっとも優れ、もっとも洗練された作品とされる。

## 概要
この作品は、アルカンジェロ・コレッリの合奏協奏曲集作品6（1714年出版、全12曲）をモデルとして書かれている。様式は変化に富み、オペラと共通のフランス風序曲（第5番・第10番）、サラバンド風のアリア（第10番）、ダカーポ形式（第11番）、室内ソナタ的な舞曲の連続（第8番）、フーガに見られるドイツ的な対位法的音楽など、国際性ゆたかである。ホグウッドによると「はるかに地味なコレッリのスタイルに断固とした推進力、研ぎ澄まされた英知、豊かな機知を加えている。」
コレッリはイタリアではすでに忘れられかけていたが、イギリスではジェミニアーニらによってコレッリの音楽が伝えられ、大きな人気を誇っていた。
ヘンデルの協奏曲は三楽章形式のヴィヴァルディやアルビノーニのものとは共通点を持たず、個人の名人芸を披露するものではない。しかし、一部にはヴィヴァルディ的な箇所も見られ、たとえば第5番冒頭のコンチェルティーノによる開始は『調和の霊感』第1曲のはじまり方に似ているし、第6番の第4曲は華々しいヴァイオリンの独奏が目立つ。
いくつかの曲は、当時作曲中だったオペラ『イメネーオ』の楽想を書き変えたものである。第5番は同時期に作曲された『聖セシリアの日のための頌歌』と共通の主題を使用している。『聖セシリアの日のための頌歌』と同様、作品6でもヘンデルはゴットリープ・ムッファトのチェンバロ曲集『Componimenti musicali』から多数の楽想の借用を行っている。また、ドメニコ・スカルラッティの30曲のソナタからなる『チェンバロ練習曲集』（Essercizi per cembalo、1738-1739年にロンドンで出版）からもいくつかの素材を借用している。

## 作曲の経緯
ヘンデルは1738年にオルガン協奏曲集第1巻（作品4）を出版して以来、この時期にまとめて器楽曲を出版している。
作品6は1739年の9月から10月末までの非常に短い期間に作曲された。自筆原稿には各曲の完成日が記されているが（第9番を除く）、第1番が9月23日、最後に作曲された第11番が10月30日に完成している。
自筆原稿では第1・2・5・6番にオーボエのパートがあり、第1・第2ヴァイオリンのパートをなぞっているが、出版された楽譜からは除かれている。
各曲の初演の日付は明らかでないが、多くは1739年11月から翌年3月にかけてリンカーンズ・イン・フィールズ劇場で上演されたオラトリオや頌歌の幕間に演奏されたと考えられている。
1740年4月27日にジョン・ウォルシュから出版された。

## 内容

### 第1番ト長調 HWV 319
1. A tempo giusto
2. Allegro
3. Adagio
4. Allegro
5. Allegro

最初の2曲はつなげて演奏される。第3曲は短調の緩徐楽章。第4曲は独奏ヴァイオリンからはじまるフーガ。最終曲は8分の6拍子のジグで、スカルラッティのソナタ第2番を借用しているが、原曲とはまったく異なった作品になっている。

### 第2番ヘ長調 HWV 320
1. Andante larghetto
2. Allegro
3. Largo
4. Allegro, ma non troppo

おだやかな第1曲に続けて、短調で急速な第2曲が続く。第3曲は長調に戻り、2つの異なる楽想が交替に出現する。最終曲はフーガ。

### 第3番ホ短調 HWV 321
1. Larghetto
2. Andante
3. Allegro
4. Polonaise - Andante
5. Allegro, ma non troppo

沈んだ調子の第1曲は短く、すぐに半音階的な主題をもつフーガがはじまる。第3曲ではヴァイオリン独奏が活躍する。ポロネーズと題された第4曲は3拍子の長調の華やかな舞曲。最終曲で再び短調に戻る。
フーガの主題はおそらくスカルラッティのソナタ第30番（猫のフーガ）の影響を受けている。他の楽章にもスカルラッティと類似した箇所が見られる。

### 第4番イ短調 HWV 322
1. Larghetto affetuoso
2. Allegro
3. Largo, e piano
4. Allegro

全奏による静かな第1曲についで、第2曲のフーガが演奏される。第3曲は長調の緩徐楽章。4分の3拍子の最終曲で再び短調に戻る。

### 第5番ニ長調 HWV 323
1. Ouverture
2. Allegro
3. Presto
4. Largo
5. Allegro
6. Menuet

最初の2曲はヴァイオリン独奏ではじまる明るく華やかな序曲とフーガで、『聖セシリアの日のための頌歌』のフランス風序曲を書き直したもの。第3曲は非常に速い舞曲風の音楽で、第4曲は短調の緩徐楽章。第5曲の主題はスカルラッティのソナタ第23番との類似が指摘されている。最後のメヌエットは再び『聖セシリアの日のための頌歌』序曲のものを拡張して変奏曲風にしている。

### 第6番ト短調 HWV 324
1. Larghetto e affetuoso
2. Allegro, ma non troppo
3. Musetto - Larghetto
4. Allegro
5. Allegro

暗く沈んだ第1曲はしばしば長い休符やフェルマータで中断される。第2曲は半音階的なフーガ。ミュゼットと題された変ホ長調の第3曲は全曲の中心をなす長大な緩徐楽章で、短調の中間部でははっきり調子が変わる。この曲はヘンデルのお気に入りの曲であり、しばしばオラトリオの幕間に演奏したという。第4曲では独奏ヴァイオリンの速いパッセージが特徴的。第5曲は全奏によるメヌエット風の舞曲である。

### 第7番変ロ長調 HWV 325
1. Largo
2. Allegro
3. Largo, e piano
4. Andante
5. Hornpipe

この曲はすべて全奏によって演奏され、コンチェルティーノだけの部分が存在しない。
ゆっくりした第1曲は短く、すぐに第2曲のフーガに入る。フーガの主題は同じ音を2分音符×2、4分音符×4、8分音符×8の3小節にわたって伸ばす変わったものである。第3曲は短調の沈んだ音楽、第4曲は付点つきリズムをもつ。最終曲はホーンパイプと題され、2分の3拍子の非常に歯切れのよい曲である。
アルノルト・シェーンベルクの『弦楽四重奏と管弦楽のための協奏曲』（1933年）はこの曲の自由な改作である。

### 第8番ハ短調 HWV 326
1. Allemande - Andante
2. Grave
3. Andante allegro
4. Adagio
5. Siciliana - Andante
6. Allegro

冒頭のアルマンドは、チェンバロ組曲ト短調HWV452（第16番）の第1曲と共通の音楽だが、曲の途中で不穏な和音がしばしば出現する。第2曲は短い経過句風の音楽だが、激しい3つの音符が印象的である。第3曲は快速。3拍子で短い長調の緩徐楽章である第4曲についでシチリアーナと、やはり舞曲風の最終曲がつづく。
全12曲中、この曲だけがフーガを持たない。

### 第9番ヘ長調 HWV 327
1. Largo
2. Allegro
3. Larghetto
4. Allegro
5. Menuet
6. Gigue

第1曲ははっきりした旋律を持たない導入部風の音楽である。鳥の鳴き声の模倣を含む楽しい第2曲と、短調のシチリアーナ調の第3曲の2つはそれぞれ「かっこうとナイチンゲール」の名で知られるオルガン協奏曲ヘ長調HWV 295（第13番、1740年に独奏曲として出版）の第2・3楽章と共通する。第4曲のフーガの後に、短調のメヌエットと長調のジグの2つの舞曲が続く。

### 第10番ニ短調 HWV 328
1. Ouverture
2. Allegro
3. Air - Lento
4. Allegro
5. Allegro
6. Allegro moderato

暗く激しい第1曲は、第2曲のフーガとあわせてフランス風序曲をなす。第3曲は2分の3拍子で全奏とコンチェルティーノが交替する。第4曲は全奏による。第5曲は4小節のコンチェルティーノからはじまる快速な3拍子の音楽。最終曲ではじめて長調に変わり、おだやかに終わる。

### 第11番イ長調 HWV 329
1. Andante larghetto, e staccato
2. Allegro
3. Largo, e staccato
4. Andante
5. Allegro

オルガン協奏曲イ長調HWV296（第14番、1740年に独奏曲として出版）と音楽が共通する。
第1曲は付点つきリズムをもった明るい音楽にはじまり、2拍ごとに半音ずつ上がる音をだんだん細かくなる音符で演奏する特徴的な音型が現れる。第2曲は全奏によるフーガ。第3曲はわずか6小節の経過句で、すぐに次の曲に移る。第4曲は3拍子で、おだやかな全奏とはなやかなコンチェルティーノ（チェロのソロを含む）が対比される。最終曲はダ・カーポを持つ快速な曲で、ソロの第1ヴァイオリンに華やかなパッセージが多い。

### 第12番ロ短調 HWV 330
1. Largo
2. Allegro
3. Larghetto, e piano
4. Largo
5. Allegro

激しい第1曲と独奏ヴァイオリンの活躍する第2曲はフランス風序曲をなす。ホ長調の第3曲は変奏曲の形式をもつ。第4曲は6小節の経過句で、すぐに最終曲のフーガに移る。このフーガは師のツァハウの主題にもとづく。